# XBIZ награда за чуждестранна изпълнителка на годината
XBIZ наградата за чуждестранна изпълнителка на годината (на английски: XBIZ Award Female Foreign Performer of the Year) е порнографска награда, която се връчва на най-добре представилата се порноактриса извън САЩ – съответната актриса не трябва да е американка и е необходимо да участва в продукции, които не се снимат в САЩ. Тази награда се връчва заедно с останалите награди на XBIZ на церемонията, провеждана ежегодно в Лос Анджелис, щата Калифорния, САЩ.
Към януари 2017 г. Валентина Напи от Италия е актуалната носителка на наградата.

## Носителки на наградата и номинации
| Година | Носителка | Номинирани | Номинирани по държави |
| ------ | --------- | --- | --- |
| 2011   |           | - Блу Ейнджъл Унгария - Джени Бейби Унгария - Ейнджъл Дарк Словакия - Синди Хоуп Унгария - Леа Лексис Румъния - Сандра Шайн Унгария - Наташа Марли Великобритания - Алета Оушън Унгария - Тара Уайт Чехия | - Унгария – 5 номинации - Франция – 1 - Чехия – 1 - Великобритания – 1 - Румъния – 1 - Словакия – 1                                                        |
| 2012   |           | - Кати К. Великобритания - Синди Хоуп Унгария - Кацуни Франция - Сандра Шайн Унгария - Анна Ловато Великобритания - Блек Анджелика Румъния - Лейли Франция - Джейд Ларош Франция - Алеска Даймънд Унгария - Софи Муун Унгария - Бранди Смайл Унгария - Джема Маси Великобритания - Алета Оушън Унгария - Карла Кокс Чехия                                                            | - Унгария – 5 номинации - Франция – 4 - Великобритания – 3 - Чехия – 2 - Румъния – 1                                                                       |
| 2013   |           | - Дейзи Рок Великобритания - Синди Хоуп Унгария - Аниса Кейт Франция - Блу Ейнджъл Унгария - Анна Полина Франция - Кати Хевън Унгария - Клеър Кастел Франция - Джейд Ларош Франция - Алеска Даймънд Унгария - Аби Кат Унгария - Лиза Дел Сиера Франция - Кати К Великобритания - Алета Оушън Унгария - Сузи Карина Чехия                                                             | - Унгария – 6 номинации - Франция – 5 - Великобритания – 2 - Чехия – 1 - Португалия – 1                                                                    |
| 2014   |           | - Саманта Бентли Великобритания - Валентина Напи Италия - Аниса Кейт Франция - Анна Полина Франция - Тара Уайт Чехия - Ерика Фонтес Португалия - Марика Хейс Япония - Клеър Кастел Франция - Алеска Даймънд Унгария - Франциска Хаймес Колумбия - Джеси Волт Франция - Каролина Абрил Испания - Хенеси Русия                                                                         | - Франция – 4 номинации - Унгария – 2 - Великобритания – 1 - Чехия – 1 - Португалия – 1 - Русия – 1 - Италия – 1 - Испания – 1 - Колумбия – 1 - Япония – 1 |
| 2015   |           | - Саманта Бентли Великобритания - Джесмин Джей Великобритания - Амира Адара Унгария - Аниса Кейт Франция - Анна Полина Франция - Суит Софи Германия - Ерика Фонтес Португалия - Марика Хейс Япония - Ава Далуш Великобритания - Ванда Луст Унгария - Киара Лорд Унгария - Лола Рев Франция - Джеси Волт Франция - Лекси Лоуи Великобритания                                          | - Франция – 4 номинации - Великобритания – 4 - Унгария – 3 - Полша – 1 - Португалия – 1 - Япония – 1 - Германия – 1                                        |
| 2016   |           | - Саманта Бентли Великобритания - Джесмин Джей Великобритания - Амира Адара Унгария - Аниса Кейт Франция - Манон Мартин Франция - Валентина Напи Италия - Ерика Фонтес Португалия - Каролина Абрил Испания - Клеър Кастел Франция - Кристън Къртни Унгария - Лола Рев Франция - Клоуи Лакурт Франция - Ейва Далуш Великобритания - Франческа Джеймс Колумбия                         | - Франция – 5 номинации - Великобритания – 3 - Унгария – 2 - Австралия – 1 - Колумбия – 1 - Португалия – 1 - Италия – 1 - Испания – 1                      |
| 2017   |           | - Саманта Бентли Великобритания - Джесмин Джей Великобритания - Амира Адара Унгария - Аниса Кейт Франция - Никита Белучи Франция - Стела Кокс Италия - Некан Суит Испания - Алекса Томас Испания - Лекси Лоуи Великобритания - Алета Оушън Унгария - Анна Полина Франция - Джеси Волт Франция - Миша Крос Полша - Анджела Уайт Австралия                                             | - Франция – 4 номинации - Великобритания – 3 - Унгария – 2 - Испания – 2 - Италия – 2 - Австралия – 1 - Полша – 1                                          |
| 2018   |           | - Алекса Томас ( Испания) - Амира Адара ( Унгария) - Аниса Кейт ( Франция) - Аполония Лапиедра ( Испания) - Чери Кис ( Сърбия) - Джина Джерсон ( Русия) - Хенеси ( Русия) - Джесмин Джей ( Великобритания) - Джеси Волт ( Франция) - Миша Крос ( Полша) - Некан ( Испания) - Никита Белучи ( Франция) - Стела Кокс ( Италия) - Тина Кей ( Великобритания) - Валентина Напи ( Италия) | - Франция – 3 номинации - Испания – 3 - Великобритания – 2 - Русия – 2 - Италия – 2 - Унгария – 1 - Сърбия – 1 - Полша – 1                                 |

## Статистика

### Класиране на държави по брой спечелени награди
| Позиция | Държава    | Брой спечелени награди | Носителки                               |
| ------- | ---------- | ---------------------- | --------------------------------------- |
| 1       | Франция    | 2                      | Кацуни (2011 г.), Анна Полина (2012 г.) |
| 2       | Португалия | 1                      | Ерика Фонтес (2013 г.)                  |
| 2       | Унгария    | 1                      | Кайен Клайн (2014 г.)                   |
| 2       | Полша      | 1                      | Миша Крос (2015 г.)                     |
| 2       | Австралия  | 1                      | Анджела Уайт (2016 г.)                  |
| 2       | Италия     | 1                      | Валентина Напи (2017 г.)                |

### Класиране на държави по брой номинации
| Позиция | Държава        | Брой номинации |
| ------- | -------------- | -------------- |
| 1       | Франция        | 30             |
| 2       | Унгария        | 26             |
| 3       | Великобритания | 19             |
| 4       | Испания        | 7              |
| 5       | Италия         | 6              |
| 6       | Чехия          | 5              |
| 7       | Португалия     | 4              |
| 8       | Полша          | 3              |
|         | Русия          | 3              |
| 10      | Румъния        | 2              |
|         | Япония         | 2              |
|         | Австралия      | 2              |
|         | Колумбия       | 2              |
| 14      | Германия       | 1              |
|         | Словакия       | 1              |
|         | Сърбия         | 1              |

### Класиране на актриси по брой спечелени награди
| Позиция | Актриса        | Държава    | Брой спечелени награди | Година на спечелване на наградата |
| ------- | -------------- | ---------- | ---------------------- | --------------------------------- |
| 1       | Кацуни         | Франция    | 1                      | 2011                              |
| 1       | Анна Полина    | Франция    | 1                      | 2012                              |
| 1       | Ерика Фонтес   | Португалия | 1                      | 2013                              |
| 1       | Кайен Клайн    | Унгария    | 1                      | 2014                              |
| 1       | Миша Крос      | Полша      | 1                      | 2015                              |
| 1       | Анджела Уайт   | Австралия  | 1                      | 2016                              |
| 1       | Валентина Напи | Италия     | 1                      | 2017                              |